# چارلز استون‌استریت

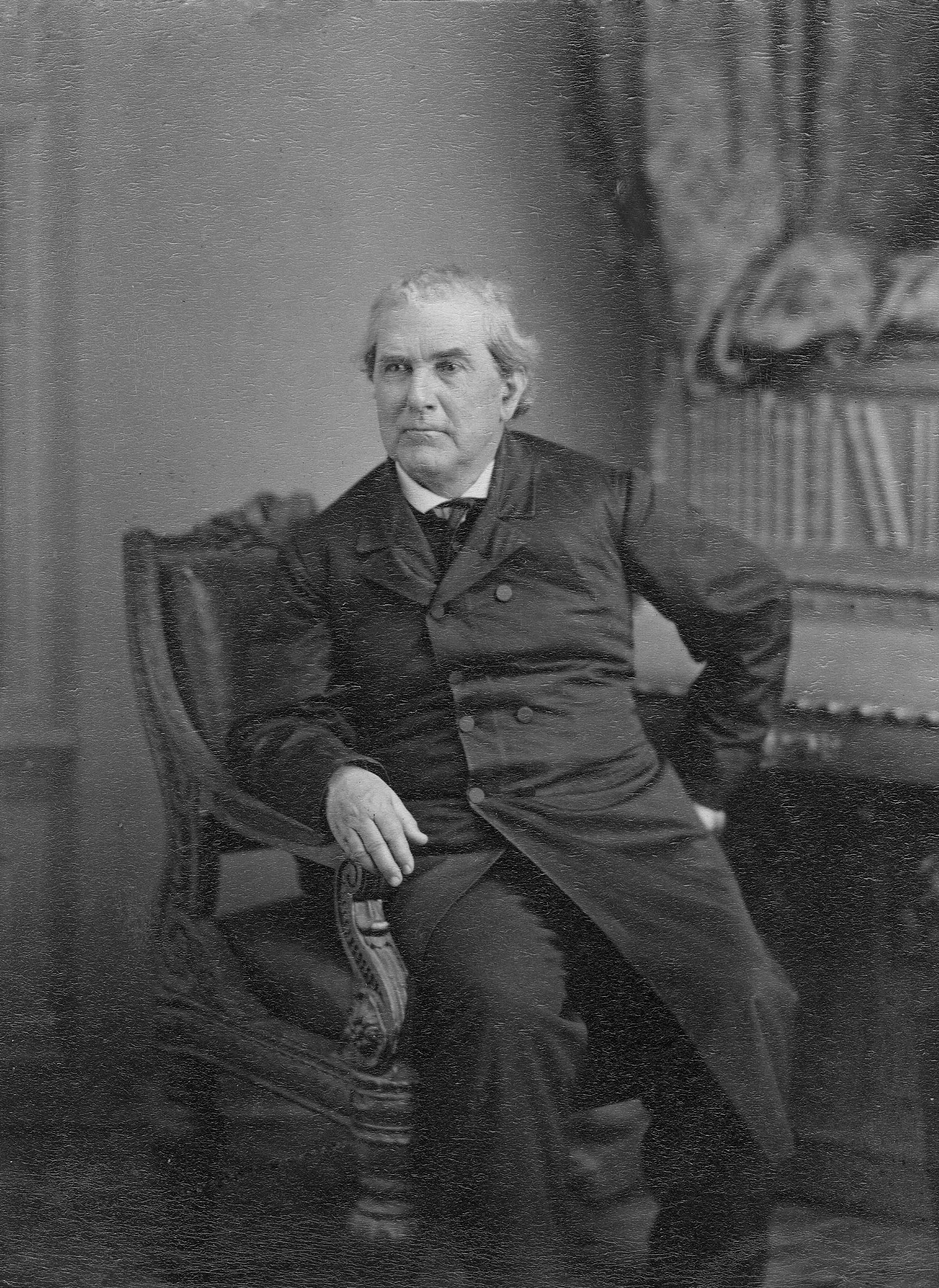

چارلز استوناستریت (انگلیسی: Charles H. Stonestreet; ۲۱ نوامبر ۱۸۱۳ – ۳ ژوئیهٔ ۱۸۸۵) کشیش  کاتولیک اهل ایالات متحده آمریکا و پیرو انجمن عیسی بود. او از دانش‌آموختگان دانشگاه جرج‌تاون بود. چارلز استوناستریت از ۱۸۵۱ تا ۱۸۵۲ رئیس دانشگاه جرج‌تاون بوده‌است.